# Ipoidrosi
Per  ipoidrosi in campo medico, si intende la diminuzione patologica del sudore.

## Eziologia
Le cause sono di carattere ereditario (come in alcune forme di displasia) o acquisito.

### Forma acquisite
L'ipoidrosi può essere causata anche dall'assunzione di determinati farmaci quali atropina e scopolamina o da forme di stress.
La si ritrova anche in varie patologie:
- Amiloidosi
- Diabete insipido
- Ipotiroidismo
- Ittiosi
- Lebbra
- Pemfigo volgare
- Psoriasi
- Sclerosi sistemica progressiva
- Sindrome di Horner
- Sindrome di Sjögren-Larsson